# Кёртис, Харлоу
Харлоу Герберт Кёртис (англ. Harlow Herbert Curtice; 15 августа 1893, Флинт, Мичиган — 3 ноября 1962, Флинт, Мичиган) американский топ-менеджер, руководитель автомобильной промышленности. С 1953 по 1958 год возглавлял концерн General Motors (GM). В качестве руководителя GM Кёртис был выбран Человеком года в 1955 году по версии журнала Time.
Кёртис начал работать в General Motors в возрасте 20 лет, и вырос от рядового работника подразделения по производству свечей зажигания до его руководителя в возрасте 36 лет. Сумел сделать это подразделение прибыльным в период Великой депрессии. В 1930-х годах, будучи назначенным на пост главы подразделения Buick, он расширил линейку моделей и сделал её прибыльной.
В 1948 году Кёртис стал исполнительным вице-президентом GM. В 1953 году он занял пост президента компании и сумел за один год добиться рекордной прибыли 1 миллиард долларов.
В 1958 году Кёртис ушёл в отставку сразу после наступления 65-летия. В следующем году произошёл несчастный случай: он случайно застрелил друга во время охоты на уток. Кёртис умер в 1962 году в возрасте 69 лет.

## Ранний период жизни
Кёртис родился в Петривилле, штат Мичиган, 15 августа 1893 года, в семье Марионf Кёртис и Мэри Эллен Экхарт. Он вырос в мичиганском городке Итон-Рапидс, где учился в средней школе. Во время каникул он вёл бухгалтерию для своего отца-комивояжера, а также работал на шерстяной фабрике. В 1914 году он окончил бизнес-колледж Феррис. Переехав в том же году во Флинт, Кёртис начал стремительный рост по карьерной лестнице в GM. Он начал в качестве бухгалтера в отделе по производству свечей зажигания. 20-летний молодой человек на собеседовании сказал, что его амбиция заключается в том, чтобы через год стать главным бухгалтером подразделения, и ему это удалось. Кёртис не ограничивался бухгалтерской работой и изучил производство, чтобы выяснить, как цифры появляются на основе реальной работы людей и оборудования.
После короткого периода службы в армии в качестве рядового Кёртис продолжил карьеру в своем подразделении, став помощником генерального менеджера в 1923 году и, наконец, президентом подразделения по производству свечей зажигания в 1929 году. В то время как другие производственные линии боролись за выживание или были закрыты в условиях экономического кризиса, его подразделение продолжало расширяться и процветать.

## Руководитель высшего звена
Во время Великой депрессии подразделение Buick испытывало большие сложности (по словам Кёртиса, объём производства составлял всего 17 % от уровня 1926 года). Кёртис был назначен руководителем и вскоре реорганизовал Buick и выпустил на рынок новую модель. Он также создал небольшую сеть дилеров, которые работали эксклюзивно с Buick. Кёртис руководил Buick в годы Второй мировой войны, и к тому времени, когда он был назначен на должность вице-президента GM, он сделал Buick четвёртой по продаваемости маркой.
Во время войны Buick производило также авиадвигатели, и так эффективно, что ВС США решили присвоить Кёртису звание генерала, но он отказался. В 1946 году президент GM Чарльз Уилсон предложил ему должность исполнительного вице-президента — своей «правой руки», но Кёртис отказался, заявив, что он хотел бы, чтобы Buick возобновил производство автомобилей, прежде чем он покинет подразделение. В 1948 году Уилсон вновь предложил эту должность Кёртису; на этот раз он принял предложение.
В роли исполнительного вице-президента Кёртис обладал более широкими полномочиями, чем кто-либо, занимавший эту должность ранее. В частности, он отвечал за кадровую политику. В 1953 году Уилсон ушёл из компании, приняв предложение президента Дуайта Эйзенхауэра возглавить Министерство обороны США, и Совет директоров GM назначил Кёртисса на место Уилсона.

## Президент General Motors
Кёртис сохранил традицию GM, согласно которой руководители подразделений должны были работать автономно. Однако в 1953 году в связи с отставанием подразделения Allison (авиационные двигатели) он лично принял участие в управлении подразделением и нашёл средства для крупных инвестиций в новую линейку двигателей, которая снова сделала подразделение конкурентоспособным с Pratt & Whitney. В 1955 году руководитель Eastern Air Lines, знаменитый лётчик Эдди Рикенбакер разместил крупный заказ на новые двигатели. В первые два года своего президентства Кёртис дважды ездил за границу, каждый раз тратя миллионы на принятие оперативных решений на месте.
Первые месяцы правления Кёртиса над GM висела угроза рецессии в экономике. В феврале 1954 года, когда экономика все ещё не оправилась от проблем, Кёртис заявил, что GM инвестирует 1 миллиард долларов (сегодня около 12 миллиардов долларов) в расширение и модернизацию своих производств в ожидании грядущего бума. Это вызвало рост капиталовложений со стороны других корпораций, что косвенно подтолкнуло восстановление экономики. Ford отреагировала, также инвестировав миллиард, в то время как Chrysler объявила о планах вложить 500 миллионов долларов. Тем временем Кёртис, как игрок в покер, поднял ставку, объявив о планах вложить второй миллиард. Кёртис увидел тренд восстановления экономики и оказался готов к этому. В 1955 году GM продала пять миллионов автомобилей и стала первой корпорацией, заработавшей миллиард долларов за год. Журнал Time выбрал Кёртиса «Человеком года» за 1955 год, так как «в работе, которая требовала этого, он взял на себя ответственность за руководство американским бизнесом. По его словам, „Дженерал Моторс должна всегда вести за собой остальных.“» В период руководства компанией он бывал в своем доме во Флинте только по выходным: все рабочие дни он ночевал в штаб-квартире GM.
В 1956 году он объявил о планах выделить ещё 1 миллиард на вложения в основной фонд, что стало крупнейшей инвестицией такого рода за всю историю. На пике активности он зарабатывал 800 000 долларов в год (сегодня более 9 миллионов долларов).
В 1971 году Кёртис был избран в Автомобильный зал славы.

## Поздний этап
Достигнув 65-летнего возраста, Кёртис ушёл в отставку 31 августа 1958 года. Он сохранял пост члена совета директоров GM.
В 1959 году он случайно застрелил своего друга, экс-вице-президента GM Гарри У. Андерсона, во время утиной охоты в Канаде.
Сам Кёртис умер в своем доме во Флинте в 1962 году в возрасте 69 лет от сердечного приступа. Его пережили жена, трое дочерей и брат.